# GreedFall
 (avril 2019).
Si vous disposez d'ouvrages ou d'articles de référence ou si vous connaissez des sites web de qualité traitant du thème abordé ici, merci de compléter l'article en donnant les références utiles à sa vérifiabilité et en les liant à la section « Notes et références ».
GreedFall est un jeu vidéo de rôle développé par Spiders et édité par Focus Home Interactive, sorti le 10 septembre 2019 sur Xbox One, PlayStation 4 et Microsoft Windows. Une version Xbox Series et Playstation 5 a été annoncée sans plus de précisions pour le moment

## Histoire
Le jeu se déroule dans un univers de fantasy basé sur l'Europe du XVIIe siècle. Le joueur y incarne De Sardet (homme ou femme customisable), un colon qui débarque sur l'île nouvellement découverte de Teer Fradae. Alors que le vieux monde se meurt et que le continent est devenu pollué et surpeuplé, la population est également frappée par une maladie incurable et mortelle : la Malichor. De Sardet rejoint donc son cousin Constantin d'Orsay qui est sur le point d'être désigné gouverneur de Teer Fradae. En quête d'un remède pour lutter contre la Malichor, le protagoniste sera accompagné de différents personnages au cours de son périple. Il devra également faire preuve de diplomatie entre les Natifs et les différentes factions de colons.

## Système de jeu
Le joueur doit faire des choix et faire preuve de diplomatie, ce qui peut lui éviter des combats inutiles. Chaque décision a une conséquence qui fait augmenter ou baisser la réputation du joueur sur telle ou telle faction.

## Univers de GreedFall

### Teer Fradae
Teer Fradae est l'île où résident les Natifs, récemment découverte et colonisée.

### Yecht Fradí
Le Yecht Fradí est une langue construite fictive créée par Antoine Henry, inspirée du proto-celtique (Vieil Irlandais, Vieux Gallois, Vieux Breton, Gaulois). Elle est parlée par les Natifs de Teer Fradae.
Des dictionnaires ont été créés par la communauté.

### Les factions
Il existe six factions avec lesquelles le joueur devra négocier pour parvenir à ses fins, tout en soignant sa réputation :
- La Congrégation des marchands : faction du commerce dont le joueur fait partie.
- Les Nautes : faction des marins.
- La Garde du Denier : faction militaire.
- Thélème : faction ultra-religieuse, en conflit avec l'Alliance du Pont.
- L'Alliance du Pont : faction scientifique, en conflit avec Thélème.
- Les Natifs : tribus de Teer Fradae.

## Développement
Comme pour tous les jeux de Spiders, GreedFall a été développé à partir du moteur propriétaire du studio français, le Silk Engine, une version modifiée du Phyre Engine de Sony Interactive Entertainment.

## Musique
Comme ce fut le cas pour toutes les productions précédentes de Spiders, c'est Olivier Derivière qui signe l'OST du jeu. Pour la première fois de sa carrière, il s'est offert les services de l'Orchestre national d'Ile-de-France.